# Il gioco del mondo
Il gioco del mondo (titolo originale: Rayuela), pubblicato nel 1963, è il romanzo più famoso dello scrittore argentino Julio Cortázar. All'epoca della sua pubblicazione, venne indicato da diversi scrittori e letterati come il corrispettivo della letteratura latinoamericana di ciò che l'Ulisse di James Joyce fu per la letteratura europea del primo Novecento.
Considerato uno dei romanzi più influenti della letteratura latinoamericana contemporanea, l'opera, narrata attraverso un ampio utilizzo del flusso di coscienza, si segnala per una particolare e sperimentale struttura narrativa, che consente al lettore di "navigare" l'intera vicenda illustratavi attraverso la variegata componibilità degli svariati e distinti punti di vista e delle interconnesse linee narrative che ne costituiscono l'intreccio, grazie alla peculiare possibilità di assemblare secondo varie modalità l'ordine dei labirintici capitoli del libro, con il chiaro intento, da parte dell'autore, di rompere con quel senso di predeterminazione tipico dei romanzi "tradizionali".

## Tavola d'orientamento
Una delle caratteristiche salienti del romanzo, come si è detto prima, è la rottura con tutto ciò che era stato scritto fino ad allora, nel senso che la normale modalità di lettura sequenziale di un libro è, in Rayuela, solo una delle molteplici modalità di lettura e di interpretazione del romanzo.
L'autore dunque propone due letture possibili all'inizio del libro tramite una tavola d'orientamento. Queste due forme sono:
- leggerlo nella maniera tradizionale, partendo dalla prima pagina e seguendone il normale ordine sequenziale fino al capitolo 56, dove tre asterischi indicano la conclusione dell'opera;
- leggerlo a partire dal capitolo 73, seguendo poi l'ordine dei capitoli stabilito dall'autore. Con questa modalità di lettura, frammentaria e non-lineare, sono esposte ulteriori informazioni, avvenimenti e personaggi al lettore, che viene portato in un ambiente letterario meno tradizionale e più complesso; in questa modalità, il capitolo 55 viene completamente saltato, mentre gli ultimi due capitoli (131 e 58) rimandano sempre a se stessi, suggerendo quindi che la storia non abbia fine.
- infine esiste un'altra forma di lettura, suggerita indirettamente dall'autore, che consiste nel leggere il romanzo con la sequenza dei capitoli scelta liberamente dal lettore, ordinando e disordinando i capitoli a proprio gusto. Questa modalità di lettura verrà poi ulteriormente esplorata dall'autore nel suo romanzo seguente 62/modelo para armar.

## Trama
Rayuela non presenta una trama omogeneamente delineata, bensì un corposo e ricco compedio d'interconnesse linee narrative, variamente assemblabili secondo le modalità di lettura indicate dall'autore nella sua tavola d'orientamento, scaturite dall'esplorazione ed esposizione degli universi psicologici di ogni personaggio del libro, in cui vengono illustrate le relazioni che questi hanno con l'amore, la morte, le passioni e l'arte; ciononostante, di seguito si presenta un brevissimo riassunto della trama dell'opera, che è divisa in tre parti.
- La prima, Dall'altra parte, narra la vita di Horacio Oliveira, un argentino che si trova a Parigi, la sua relazione con la Maga, gli incontri con il loro gruppo di amici che si chiamano il  Club, con cui ingaggiano delle memorabili conversazioni e discussioni che illustrano la visione di Cortázar circa la condizione umana come riflesso della condizione dell'artista. Il libro inizia con una complessa descrizione del rapporto fra Oliveira e La Maga, costruita attraverso la frequentazione del Club, un circolo culturale privato, fondato sull'ascolto di musica prevalentemente jazz (vengono ascoltati Bix Beiderbecke, Coleman Hawkins, Louis Armstrong, Billie Holiday e molti altri) e sulle discussioni riguardo filosofia, arte ed etica. Del Club fanno parte Ronald e Babs, una felice coppia di origini statunitensi, Etienne, un pittore, Wong, un immigrato cinese dalle macabre perversioni estetiche, Guy, che tenterà il suicidio, Perico Romero, uno spagnolo appassionato del jazz delle origini, e Ossip Gregorovius, un singolare personaggio che si rifiuta di raccontare la propria vita, sostituendola con immaginifiche invenzioni circa la sua ascendenza familiare. Ad un certo punto della storia quest'ultima persona è soggetto di antipatia per Oliveira, poiché egli crede che Gregorovius stia facendo la corte alla Maga, presunzione peraltro infondata. I fatti sono invece diversi: è lo stesso Oliveira che gestisce una relazione parallela a quella con la Maga, insieme a Pola, una ragazza francese molto affascinante che si scoprirà poi essere afflitta da un tumore. La Maga è un personaggio singolare, emigrata dall'Uruguay insieme al figlio Rocamadour ancora in fasce, vive alla giornata, tentando una breve carriera da cantante (ama particolarmente le liriche di Hugo Wolf ma condivide con il Club la passione per il jazz), conosce per caso Oliveira, condividendo per poco tempo lo stesso appartamento; i due si amano, ma la convivenza è difficile, visto che Horacio mal sopporta la presenza del piccolo bimbo. La gelosia di Oliveira però fa sì che i due si allontanino. Dopo una scenata di gelosia, l'argentino se ne va di casa, vagando per la città e facendo la conoscenza dell'attempata pianista Berthe-Trepat, a sua detta una delle ultime concertiste della Belle Époque al modo di Marcelle Meyer, che ha conosciuto dopo un fallimentare concerto di quest'ultima. In questo suo vagabondaggio assiste anche ad un incidente automobilistico, nel quale lo scrittore Morelli, tanto amato dal Club, viene investito per sbaglio. Pochi giorni dopo lui ed Etienne si recano in ospedale, a fare visita allo scrittore; questi affiderà a loro la chiave del suo appartamento e quindi del suo archivio, presentendo la sua imminente dipartita. Tutto il Club si mobilita dunque, per ritrovare le carte inedite dell'amato autore. La vita della Maga subisce un brutto colpo quando, durante una riunione del Club, per sua negligenza, il piccolo Rocamadour muore, dopo una lunga malattia che lei si era rifiutata di far curare da dei medici. Da quel giorno in poi la Maga sparirà e di lei si sentirà solo l'ombra aleggiare in tutto il resto del romanzo.
- La seconda, Da questa parte, narra di Horacio Oliveira dopo il suo ritorno a Buenos Aires, dove vive con la sua antica fidanzata; lì passa lungo tempo con il suo amico Traveler e la moglie Talita: nel primo rivede sé stesso prima di partire, nella seconda rivede la Maga, che lo ha lasciato ma che è sempre presente nella sua mente. Oliveira comincia una vita che considera "seria": va a vivere con una ragazza, Gekrepten, innamorata di lui da molti anni e trova lavoro: prima vende stoffe, poi va a lavorare con Talita e Traveler al Circo Ferraguto. Quando il circo viene venduto dal suo proprietario, i tre si trasferiscono nella nuova attività del signor Ferraguto: la gestione di un manicomio. La vita dei tre però non è tranquilla, in quanto Oliveira crede di ritrovare la Maga in Talita, giungendo perfino a baciarla nei sotterranei del manicomio, e pensa di avere nel suo grande amico Traveler la sua copia fedele, in versione morigerata. La stabilità della coppia viene dunque minata dalla presenza di Oliveira, in cerca di un senso tangibile della sua esistenza. Dopo un assurdo litigio fra Traveler e Oliveira, si arriva all'epilogo, che lascia in sospeso diverse questioni.
- La terza, Da altre parti, raggruppa materiali eterogenei: parti di storie precedenti, ritagli di giornale, citazioni e testi di critica di Morelli, personaggio di vecchio scrittore in cui spesso è stato visto l'alter ego di Cortázar. Queste pagine occasionalmente si integrano bene con la storia delle prime due parti, altre volte invece servono all'autore per allontanarsi dalla linearità classica della letteratura, e per sommergere il lettore di sottotesti e sottotesti di sottotesti.

## Larayuela

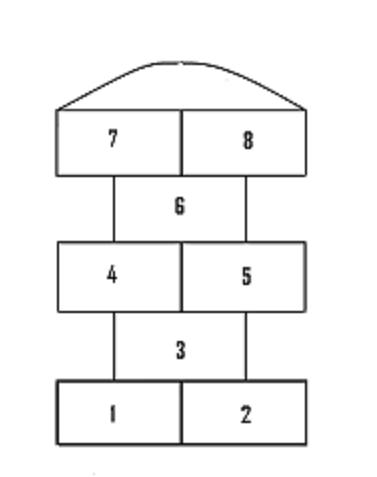
Schema della rayuela

La rayuela (da raya, che in spagnolo significa "linea", "striscia") è un antico gioco per bambini che si svolge su un tracciato di caselle disegnato per terra. Il primo giocatore lancia la prima pietra nella casella 1, con un piede solo (il destro) va nella casella 2 ed effettua poi il percorso con un piede solo in corrispondenza delle caselle 3 e 6, e con due piedi nelle caselle 4/5 e 7/8. Il tutto facendo attenzione a non toccare mai le righe o mettere un piede fuori dalla rayuela. Nel percorso di ritorno raccoglie la pietra depositata nella casella 1 e continua a giocare, scagliando la pietra sulla casella 2. Ad ogni giro conquista una casella: chi possiede una casella può utilizzarle nel percorso, al contrario di chi non la possiede. Se sbaglia passa la mano. Man mano che le caselle vengono occupate diventa sempre più difficile fare il percorso. In Italia è anche chiamato "gioco del mondo" oppure "settimana" o "campana".
Cortázar descrive la variante argentina del gioco, dove la prima casella si chiama "Terra" e l'ultima "Cielo". Il gioco è menzionato più volte lungo il romanzo: Horacio lo vede durante le sue passeggiate per Parigi con la Maga, e le caselle sono disegnate nel cortile del manicomio al termine del romanzo.

## Edizioni
- Julio Cortázar, Il gioco del mondo (Rayuela), traduzione di Flaviarosa Nicoletti Rossini, collana ET Scrittori, Einaudi, 2004,  pp. 550, cap. 155, ISBN 978-88-06-17592-4.